# Generalis doctrina de modis significandi grammaticalibus
Generalis doctrina de modis significandi grammaticalibus – traktat semantyczny autorstwa Jana ze Stobnicy.
Dzieło zostało opublikowane w drukarni J. Hallera w Krakowie w 1515 i stanowi rodzaj wstępu do gramatyki spekulatywnej, uprawianej w środowisku paryskim już od końca XIII wieku, a potem rozpowszechnionej w wielu europejskich ośrodkach naukowych. Opierała się ona na założeniu, że ponieważ każdy język jest zbiorem znaków wyrażających ludzkie myśli (odzwierciedlających strukturę bytu), to możliwe jest opracowanie gramatyki powszechnej - wspólnej wszystkim językom. Większość traktatów zwolenników tej tezy zawierała w tytule słowa de modis significandi, w związku z czym nazywano ich modystami. Traktat Jana ze Stobnicy wydano w okresie, kiedy humaniści z zachodniej Europy w dużym stopniu potępili i ośmieszyli tezy modystów, określając ich naukę jako jałowe spekulacje scholastyczne, nie przyczyniające się do lepszego rozumienia języków. Jednak w warunkach polskich doktryny modystyczne były wówczas ciągle jeszcze nowością i cieszyły się zainteresowaniem środowisk naukowych. Jan ze Stobnicy opierał się w części na naukach Jana Dunsa Szkota.